# Niels Frederik Schiøttz-Jensen
Niels Frederik Schiøttz-Jensen (* 5. Februar 1855 in Vordingborg; † 30. September 1941 in Kopenhagen) war ein dänischer Landschafts- und Porträtmaler.

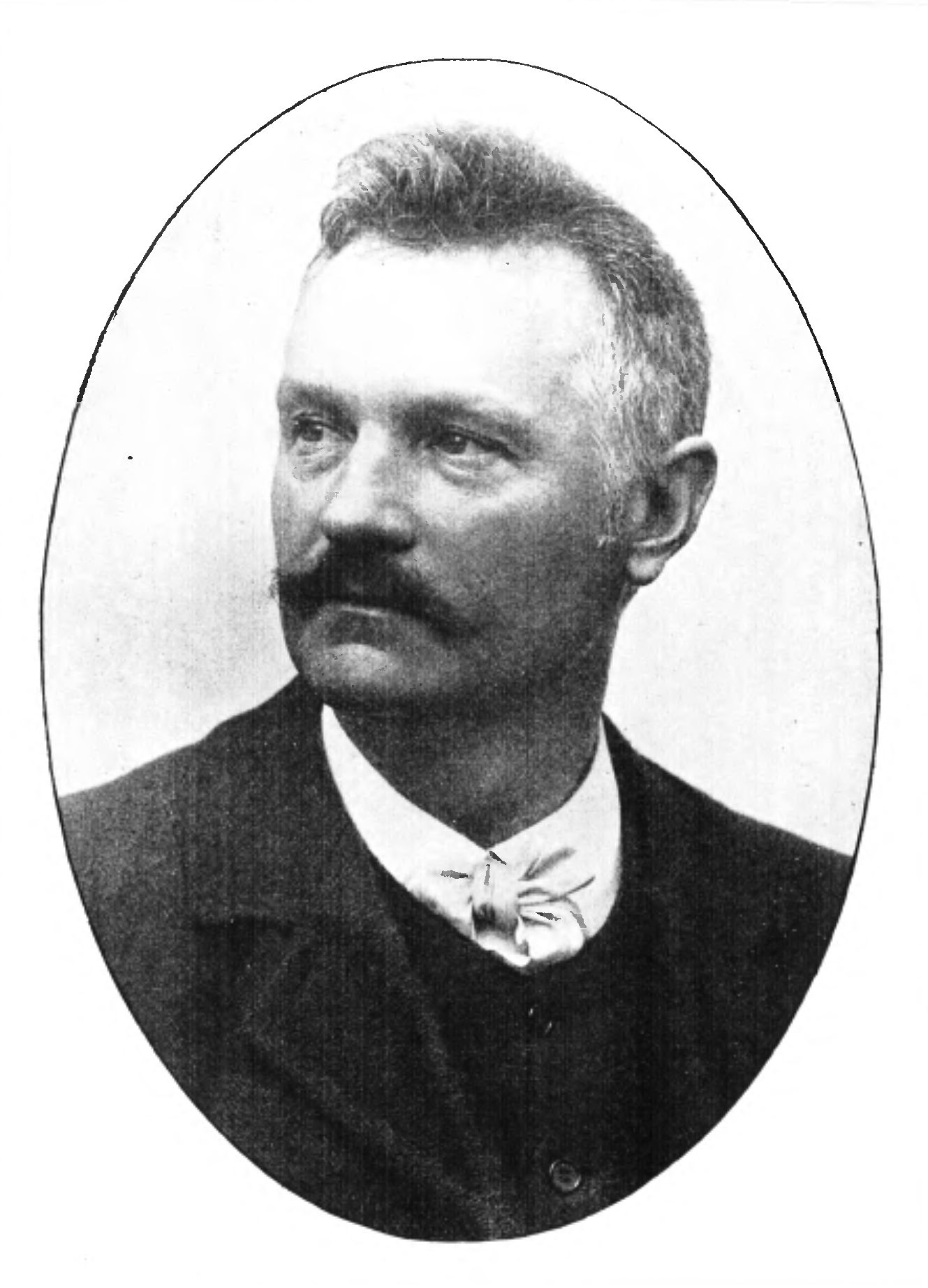
Niels Frederik Schiøttz-Jensen

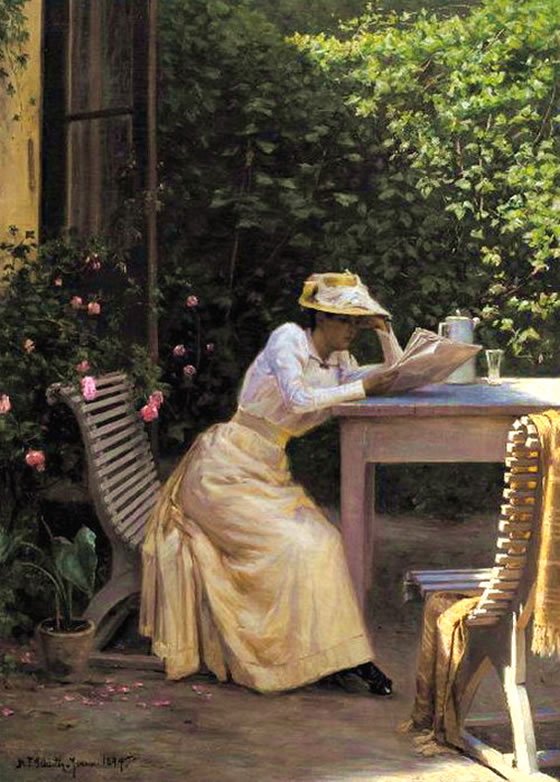
Niels Frederik Schiøttz-Jensen: Reading Lady

## Leben
Schiøttz-Jensen wurde 1855 geboren als Sohn des Vordingborger Kantors Christen Jensen und seiner Frau Louise Andrea Schiøttz. Er absolvierte zunächst eine kaufmännische Lehre. 1873 wurde er an der Königlich Dänischen Kunstakademie in Kopenhagen zugelassen und studierte dort bei Frederik Vermehren, Niels Simonsen, Julius Exner sowie Jørgen Roed. Er machte seine Prüfung dort im Jahre 1879. In den Jahren 1882/83 war er zu weiteren Studien bei der Académie Colarossi, einer privaten Kunstakademie in Paris.
Er unternahm mehrere Studienreisen, neben dem Aufenthalt in Paris 1882–83 besuchte er Italien 1886. Weitere größere Touren führten ihn 1891 nach Italien und Tunesien (Nordafrika) und 1911 nochmals nach Rom.
Schiøttz-Jensen stellte erstmals im Jahre 1880 und danach kontinuierlich auf der bekannten Charlottenborg Ausstellung in Kopenhagen aus. Häufiger Aussteller war er ebenso auf anderen wichtigen dänischen Ausstellungen, wie etwa auf der Ausstellung der Künstlervereinigung des 18. November und den Künstler Herbst-Ausstellungen, beide in Kopenhagen. Für seine Arbeiten gewann er zwei Mal den Kunstpreis der Akademie (1886 und 1895) und erhielt die Jahresmedaille 1. Klasse 1895.
Zunächst beeindruckte Schiøttz-Jensen mit seinen sehr realistischen Straßenszenen-Gemälden, später wandte er sich den landschaftlichen Motiven zu, vor allem seine italienischen Gemälde basierten auf den romantischen Vorstellungen des 19. Jahrhunderts.
Niels Frederik Schiøttz-Jensen war verheiratet ab dem 2. Januar 1886 mit Augusta Salomon (* 3. Mai 1862 in Kopenhagen; † 25. Dezember 1956 in Lund/Schweden). Die Interieur-, Landschafts- und Porträtmalerin Ida Schiøttz-Jensen war seine Schwägerin.

## Werke (Auswahl)
- Skovvej med brændesamler. – Waldweg mit Brennholzsammler (1879)
- En pause. – Eine Pause (um 1880)
- Høstfolk går hjem om aftenen. – Heimkehr nach der Ernte am Abend (1885)
- Frugtsælgere på Capri. – Frucht-Verkäufer auf Capri (1886)
- Fisketuren endt. – Ende eines Angelausflugs (1895)
- Kameler i en gade i Tunis. – Kamele in einer Straße in Tunis (1902)
- Eftermiddag på stranden, Lønstrup. – Nachmittag am Strand, Lønstrup (1904)
- Tidligt forår i Villa Borgheses have, Rom. – Früher Frühling in den Gärten der Villa Borghese, Rom (1908)
- Piger i en loggia, Anticoli. – Mädchen in einer Loggia, Anti Coli (1912)
- Ved fontænen, Anticoli. – Am Brunnen, Anti Coli (1915)
- Unge piger ved stranden, Lønstrup. – Junge Mädchen am Strand, Lønstrup (1917)
- Aften i Sabinerbjergene. – Abend in den Sabiner Bergen (1923)
- Ved en gammel port, Ravello. – In einem alten Hafen, Ravello (1926)
- Arabisk krukkesælger, Tunis. – Arabischer Krug-Verkäufer, Tunis (1934)[1]